# Hap Sharp
James Sharp, detto Hap (Tulsa, 1º gennaio 1928 – San Martín de los Andes, 7 maggio 1993), è stato un pilota di Formula 1 statunitense.

## Risultati in F1
| 1961 | Scuderia | Vettura    |  |  |  |  |  |  |  |    |  |  |  | Punti | Pos. |
| ---- | -------- | ---------- |  |  |  |  |  |  |  | -- |  |  |  | ----- | ---- |
| 1961 | Privato  | Cooper T53 |  |  |  |  |  |  |  | 10 |  |  |  | 0     |      |

| 1962 | Scuderia | Vettura    |  |  |  |  |  |  |  |    |  |  |  | Punti | Pos. |
| ---- | -------- | ---------- |  |  |  |  |  |  |  | -- |  |  |  | ----- | ---- |
| 1962 | Privato  | Cooper T53 |  |  |  |  |  |  |  | 11 |  |  |  | 0     |      |

| 1963 | Scuderia           | Vettura  |  |  |  |  |  |  |  |     |   |  |  | Punti | Pos. |
| ---- | ------------------ | -------- |  |  |  |  |  |  |  | --- | - |  |  | ----- | ---- |
| 1963 | Reg Parnell Racing | Lotus 24 |  |  |  |  |  |  |  | Rit | 7 |  |  | 0     |      |

| 1964 | Scuderia               | Vettura      |  |  |  |  |  |  |  |  |    |    |  | Punti | Pos. |
| ---- | ---------------------- | ------------ |  |  |  |  |  |  |  |  | -- | -- |  | ----- | ---- |
| 1964 | Rob Walker Racing Team | Brabham BT11 |  |  |  |  |  |  |  |  | NC | 13 |  | 0     |      |